# 相多愛
相多 愛（あいた あい、1989年11月28日 -　）は、日本の元グラビアアイドル。神奈川県出身。ニューゲートプロダクション所属していた。

## 来歴・人物
2009年に1stDVD『あいたぁい』でグラビアデビュー。以後、グラビアを中心に女優業も並行して活動。芸名の相多愛は、「あいたぁ〜い！」という意味からきている。趣味は睡眠、入浴、DVD鑑賞、牛乳の試飲。好きな色はピンク。

## 出演

### テレビ番組
- ホリさまぁ〜ず（TBS、2009年6月23日・2010年1月12日・2月16日・23日）
- アリケン（テレビ東京、2009年12月5日）
- もぎたて!!エンジェル（テレビ大阪、2010年1月30日）
- ビートたけしの今まで見たことないテレビ（日本テレビ、2010年4月11日）
- 『ぷっ』すま（テレビ朝日、2010年4月13日・2016年1月22日）
- マルさまぁ〜ず（TBS、2010年5月19日・6月16日）
- もっパラ（MONDO21）
- ゲーマーズTV 夜遊び三姉妹（日本テレビ、2011年3月3日）ふるぼっこ堂・ゲスト
- それいけ!電エース（キッズステーション、2012年1月 - 4月）おっぱい星人・オリエ 役
- 二丁目のホームズ 第3話（フジテレビTWO、2013年3月16日）彩香 役

### 映画
- 君が踊る、夏（2010年9月公開、東映）
- 俺俺（2013年5月公開、ジェイ・ストーム）巨乳の俺BODY

## 作品

### DVD
- あいたぁい（2009年9月26日発売、イーネット・フロンティア）
- せつなの恋人（2010年5月21日発売、日本メディアサプライ）
- 競泳水着LOVERS（2010年6月18日発売、メディアブランド） ※共演：山口沙紀、有馬あかり、菅谷美穂、小川さゆり、山口果歩
- それいけ!電エース（2012年5月25日発売、竹書房）

### Vシネマ
- 女仕事人 SHINOBI 前編（2010年1月22日発売、ZENピクチャーズ）
- 女仕事人 SHINOBI 後編（2010年2月26日発売、ZENピクチャーズ）
- 巨大ヒロイン マグマレディ 前編（2010年10月22日発売、ZENピクチャーズ）
- 地球の守り神マグマレディー 危機!宇宙からの侵略（2010年11月12日発売、ZENピクチャーズ）
- エロ怖い怪談 第参之怪 廃墟遊戯（2010年11月19日発売、トップマーシャル）
- ネ申アイドル総選挙バトル（2011年8月3日発売、アルバトロス）
- 戦慄ショートショート コワバナ 恐噺 スタジオの恐い話（2012年）「カオノナイ女」
- 白竜11 ヒットラーの息子（2012年） - グラビアアイドル
- 極サギ2（2015年1月2日）